# Siracusa (città antica)
(Marco Tullio Cicerone, In Verrem, II,4,117)
L'antica Siracusa (originariamente chiamata Συράκουσαι, traslitterato in Syrakousai in epoca greca, Syracusae in epoca romana, Saraqūsa in epoca araba, Caesaraugusta nei docc. medievali) fu fondata nel 734 a.C. da coloni greci di Corinto nell'isola di Ortigia.
Il territorio venne antropizzato millenni prima dell'arrivo dei Greci. In esso vennero infatti rinvenute importanti e vaste aree archeologiche mostranti nell'insieme l'afflusso di diverse antiche civiltà qui concentratesi. Nella sua lunga storia, Syrakousai — nome derivato dall'antico toponimo siculo Syraka — rappresentò uno dei più importanti centri del Mediterraneo, nonché annoverata tra le principali poleis dell'Antica Grecia. Rivestì quindi un ruolo fondamentale nel campo della letteratura, scienza e filosofia del mondo antico.
Il fulcro del suo potere venne rappresentato dalla Sicilia, dove fu la capitale di un'indipendente entità statale siceliota, estesa sulla parte orientale e centrale dell'Isola, trasformatasi in regno ellenistico nel 304 a.C. con Agatocle. La sua influenza si estese ben oltre i suoi confini territoriali della Sicilia, arrivando a primeggiare con Atene e resistendo per molti secoli alle offensive di Cartagine. Cadde infine, a partire dal 212 a.C., sotto il duraturo dominio di Roma. Integrata nell'assetto della Repubblica romana, in qualità di capitale della provincia Sicilia.
Nel VI secolo entrò a far parte dell'Impero romano d'Oriente. Nel VII secolo Siracusa venne designata capitale dell'intero Impero dei bizantini; situazione che culminò poco dopo più di un quinquennio con l'assassinio dell'imperatore Costante II e il ritorno del potere a Costantinopoli. Superato un primo assedio degli Arabi nel IX secolo, la città cadde in maniera cruenta e definitiva durante il secondo assedio arabo, nella primavera dell'878. Tale conquista segnò la fine dell'egemonia siracusana sulla Sicilia, e a diventare capitale dell'Isola, a partire dell'Emirato di Sicilia assurse Palermo. Nelle epoche che seguirono, la città rivestì ugualmente un importante ruolo nella storia di Sicilia.

## Preistoria

### Primi insediamenti

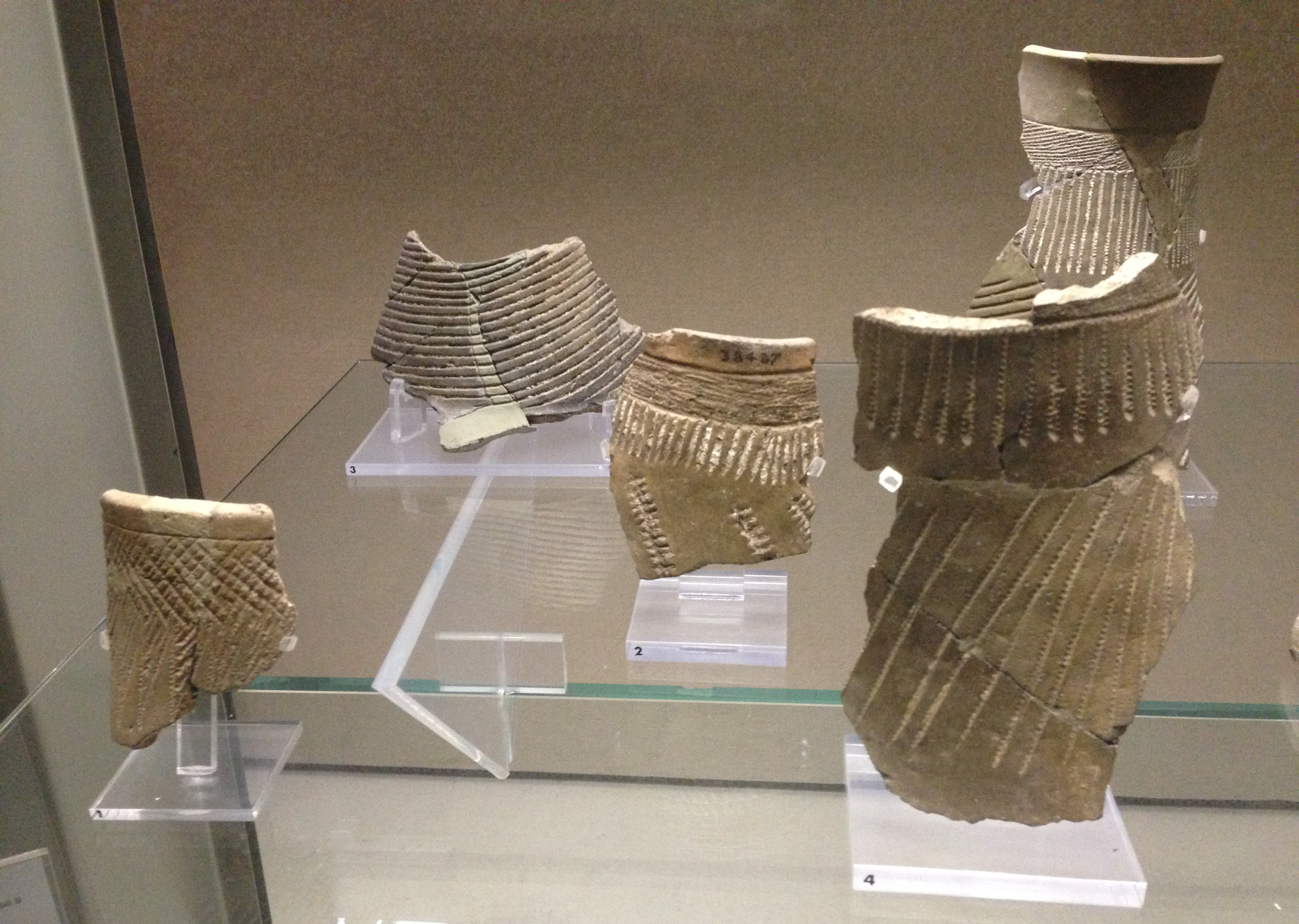
Ceramica di Stentinello, 6000 a.C. Questa civiltà, che trae il suo nome dal sito siracusano, venne riscontrata anche nell'eoliano e nel maltese

Numerosi sono i siti archeologici cosparsi sul territorio geografico del siracusano. All'interno del tessuto urbano, a nord — dove millenni dopo sarebbe sorta la greca porta Scea —, risiede il sito più antico di Siracusa e tra i più antichi dell'intera Sicilia, il villaggio trincerato della civiltà di Stentinello, risalente all'età neolitica (6000-5000 a.C.).
Di civiltà tipo-Stentinello è anche il villaggio di Matrensa, a sud di Siracusa, verso la foce dell'Anapo. All'esterno, tra il mare e la terraferma, il sito di Ognina, oltre a mostrare le stesse peculiarità stentinelliane, con il suo isolotto semisommerso, mostra anche una rara — unica in Sicilia — analogia con la civiltà megalitica di Malta (qui si stabilì una colonia maltese del bronzo antico) nonché un legame con la Dalmazia a causa delle attestazioni della cultura di Cetina. Segue il sito costiero del Plemmirio, anch'esso dell'età del bronzo.
Di primaria importanza il sito costiero della penisola di Thapsos (media età del bronzo), che mostra forti influssi micenei risalenti alla pre-colonizzazione greca.
Tra le più rilevanti ed estese necropoli risalenti all'età del bronzo e del ferro si menzionano nell'entroterra Pantalica, la cui storia si intreccia sul finale con la colonizzazione di Siracusa, e Cassibile; entrambi i siti furono abitati da Sicani e Siculi a partire dal XXI secolo a.C. All'interno del tessuto urbano vi è la necropoli del Fusco, risalente all'VIII secolo a.C., che in alcune sue parti presenta già l'apporto delle unioni tra la cultura autoctona e quella greca. Siti analoghi, abitati dai Siculi, sono disseminati lungo il percorso urbano, fino a giungere all'interno dell'isola di Ortigia: dove si stabilirono i primi colonizzatori Greci nell'VIII secolo a.C.
Il nome Syrakousai trae la sua origine da Syraka, il nome preistorico di Siracusa, ma la provenienza di tale toponimo è estremamente incerta, così come il suo originale significato.

## L'origine di Siracusa nelle fonti d'epoca greca

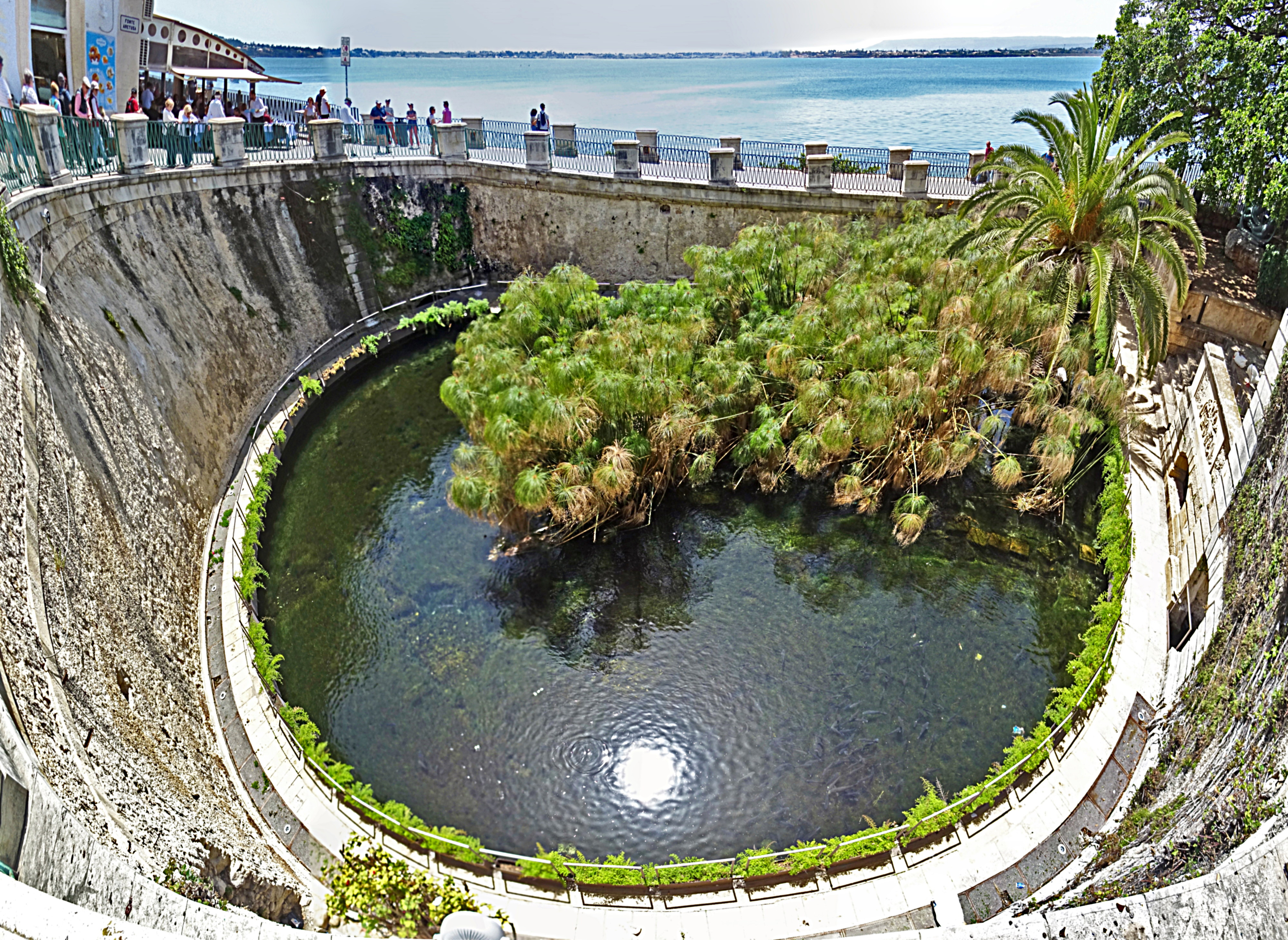
La Fonte Aretusa, le cui acque dolci sgorgano sull'isola di Ortigia. Essa rappresenta la trasfigurazione nella realtà geografica del mito aretuseo

Ancor prima che vi giungesse il corinzio Archia, alcune leggende di minore risonanza storica, nate in epoca greca, narrano che il territorio siracusano venne colonizzato da diverse popolazioni provenienti dall'Ellade. Gli Etoli avrebbero avuto un legame con le più antiche origini della polis; essi sarebbero giunti nell'isola di Ortigia poco dopo l'universale Diluvio, così chiamata in ricordo della loro patria. Secondo alcuni studiosi moderni anche gli Elei avrebbero giocato un ruolo fondamentale nella nascente polis, giungendovi durante una prima fase di colonizzazione, antecedente a quella corinzia.
Ciò viene dedotto basandosi su un noto verso di Pindaro, nel quale il poeta tebano menziona una famiglia siracusana d'origine elea che sarebbe stata la fautrice della diffusione del culto di Artemide e Aretusa. Anche la leggenda del fiume Alfeo trarrebbe la sua origine dalla città di Olimpia, rivelando quindi un profondo collegamento per Siracusa con la terra dell'Elide.
Di interesse storico è inoltre la presunta presenza letteraria di una Siracusa preistorica all'interno del poema epico di Omero; l'Odissea. La menzione di due luoghi, Syra e Ortigia, identificabili con Siracusa e la sua isola, Ortigia, ha fatto discutere gli studiosi, non giungendo ad un parere condiviso al riguardo.
(Omero, Odissea, libro XV, vv. 402-404; 409-414;)

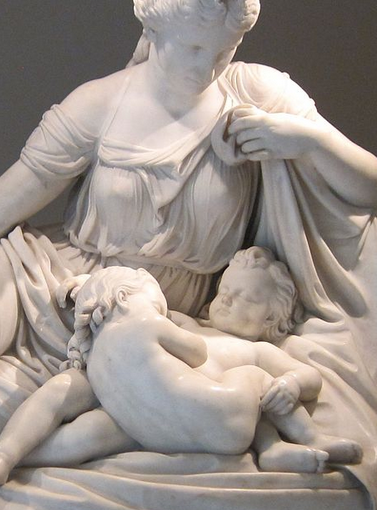
Latona con i gemelli Apollo e Artemide (W. H. Rinehart, Metropolitan Museum of Art)

Nel mondo antico vi erano altre località geografiche conosciute con il nome di Ortigia. In ognuna di esse spiccava un forte culto per le divinità degli astri, poiché la leggenda vuole che nell'isola appellata con questo nome — detta anche Asteria, dal nome della dea degli astri, tramutata in principio in una quaglia e poi in un'isola — Latona, figlia di Titani e sorella di Asteria, vi partorì i gemelli Apollo, dio del sole, e Artemide, dea della caccia e della luna. L'isola di Siracusa, odiernamente rimasta l'unica a portare ancora questo nome, in passato fece quindi parte di una serie di località omonime, apparentemente tutte connesse tra loro dal culto per Apollo e Artemide.

## Epoca greco-siceliota

### La fondazione

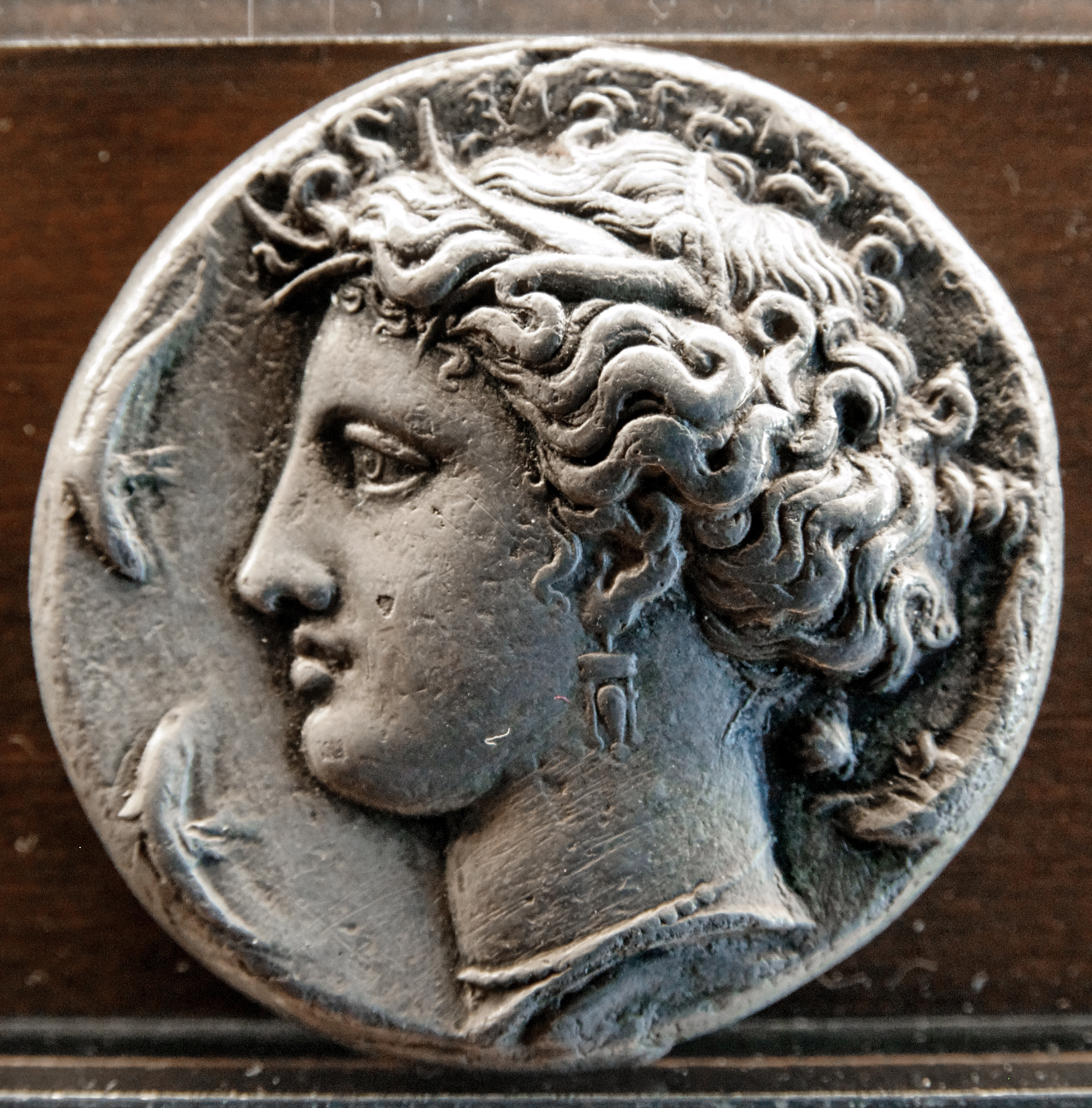
Il volto di Aretusa su una moneta siracusana del IV sec. a.C., coniata da Euainetos

(Pindaro, Nemean I, ΧΡΟΜΙΩι ΑΙΤΝΑΙΩι ΙΠΠΟΙΣ, 1-6.)
La leggenda fondativa attribuisce al Bacchiade Archia di Corinto, discendente di Eracle e figlio d'Evageto, la nascita della polis di Syrakousai. L'ecista dopo aver consultato l'Oracolo di Delfi giunse sulla costa siracusana, riuscendo a insediarsi con il suo gruppo di coloni all'interno dell'isola di Ortigia, dopo averne scacciato i Siculi.
La maggior parte di questi coloni, afferma Strabone, provenivano dalla Tenea corinzia, i quali avevano deportato nella loro terra, secondo Aristotele e Pausania, i prigionieri Troiani di Agamennone che provenivano dalla Troade (da essi i primi greci Siracusani avrebbero ereditato il forte culto per il dio del sole, Apollo), i restanti coloni erano probabilmente Eoli della Tessaglia, secondo alcune ipotesi moderne (per cui dagli Eoli i Siracusani avrebbero ereditato il diffuso culto per Artemide).
L'anno della fondazione non trova unanimi consensi tra gli storici antichi. Tra le varie date la più accreditata è quella fornita dalla tradizione tucididea: il 734 o il 733 a.C.. Anche il luogo di fondazione è soggetto a discussioni e dubbi tra storici, in quanto si presume che il nucleo originario dei Corinzi possa essere sbarcato nell'area alluvionale detta dei Pantanelli e non sull'isola di Ortigia.

### La polis e i giochi panellenici

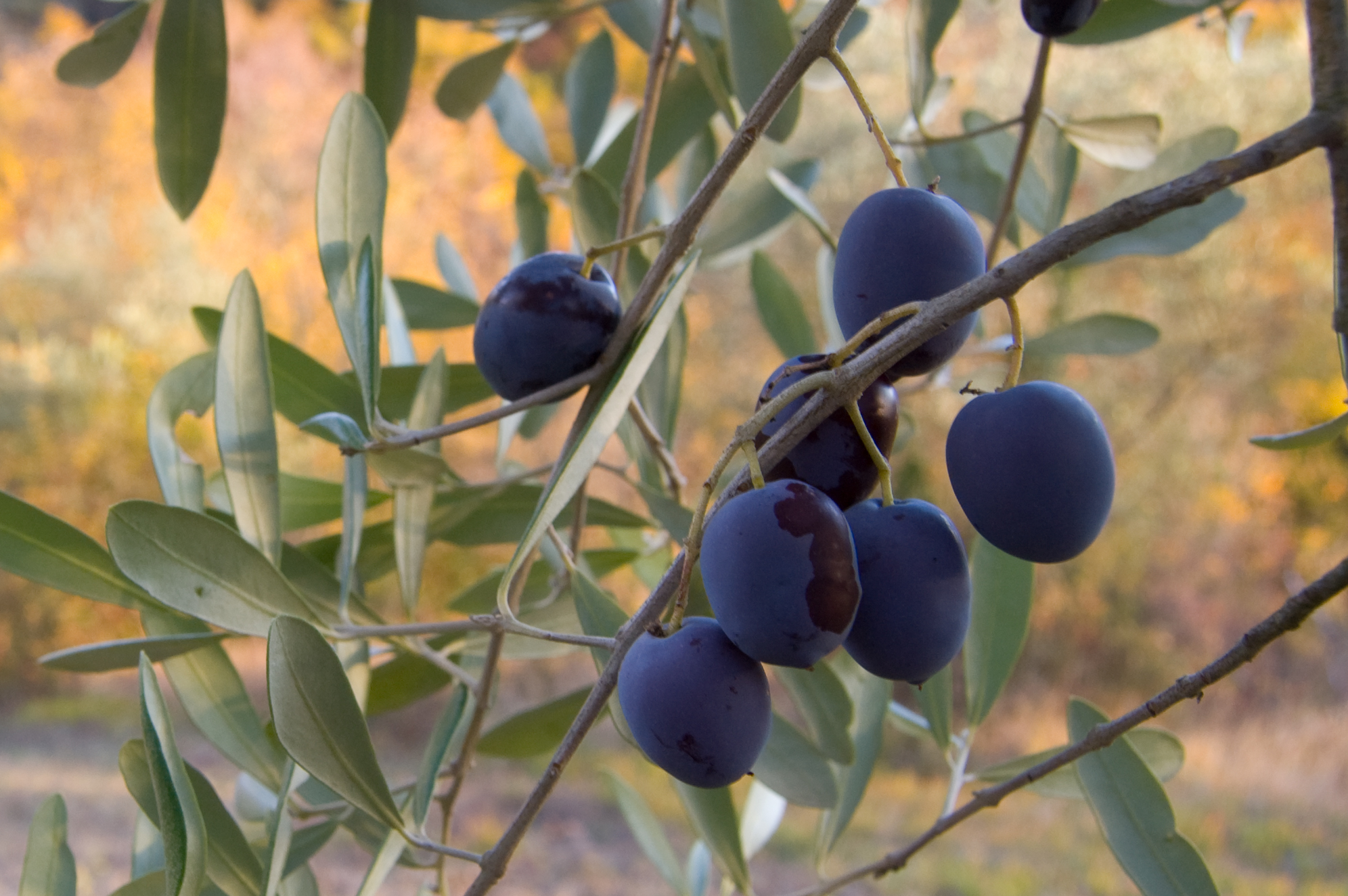
La testa dei vincitori olimpici veniva coronata con foglie d'olivo

La polis di Siracusa partecipò e vinse a numerose competizioni dei più antichi e famosi giochi panellenici. Per i Greci, d'Occidente e d'Oriente, i sacri agoni erano un momento molto significativo dell'anno. I più celebri - giochi olimpici, giochi pitici, giochi nemei e giochi istmici - si tenevano tra la primavera e l'estate ed erano un'occasione unica per vedere riunito l'intero Ellade.
Gli agoni più importanti erano quelli che si tenevano in onore di Zeus ogni quattro anni ad Olimpia; la già citata città dell'Elide era situata nella Pisatide, nella valle dell'Alfeo.
(Strabone, 6, 2, 4.)
Forse a causa del legame, che appare profondo, tra Olimpia e Siracusa, la polis di Sicilia partecipò molto presto alle Olimpiadi; il suo nome compare infatti come patria di un vincitore olimpico - di Lygdamis, vincitore del primo torneo di pancrazio (disciplina nota per la sua elevata difficoltà) - già nel 648 a.C. (le Olimpiadi nacquero, secondo la tradizione storica, nel 776 a.C.), nella 33ª edizione dei giochi, divenendo difatti la 2ª polis dell'Occidente greco e la 17ª polis della civiltà mediterranea ad essere ascritta nei papiri olimpici. Il V secolo a.C. rappresentò per Siracusa il periodo di maggiori successi sportivi. Fu una delle poleis che si distinse in più discipline (dal combattimento, all'ippica, alla corsa; persino con addosso le armi).
La partecipazione agonistica ha accompagnato Siracusa durante tutta la sua esistenza come polis greca, poiché la sua ultima vittoria si è registrata nel 148 a.C. (158ª Olimpiade).

### Eventi principali

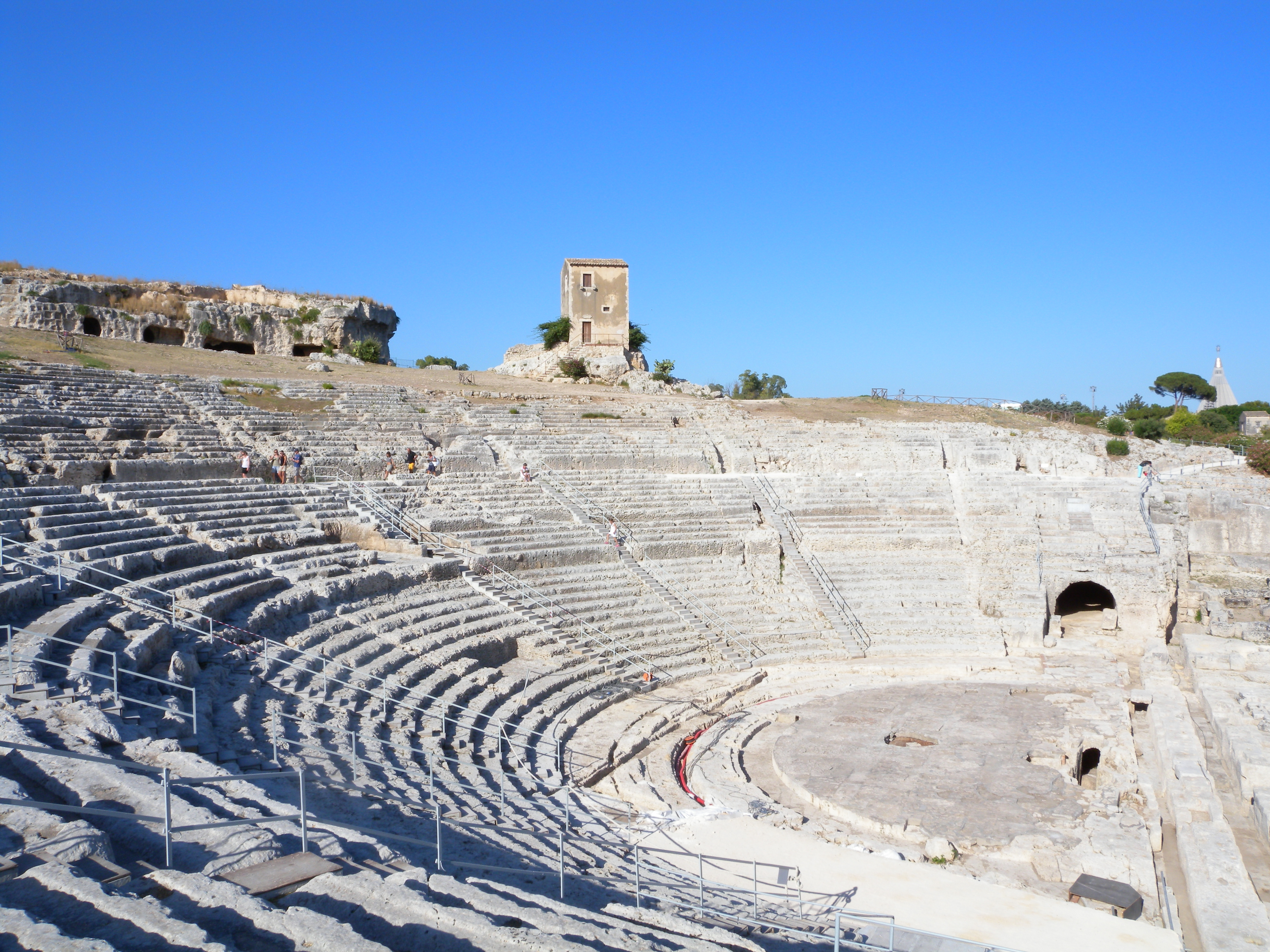
Il teatro greco di Siracusa: fu uno dei più grandi teatri dell'antichità

La polis si sviluppò in tempi rapidi, la sua tirannide venne instaurata nel 485 a.C. da Gelone I. Nei secoli che seguirono aumentò la sua fama, le sue conquiste e le sue ricchezze, tanto da diventare proverbiale tra gli antichi Greci; Strabone diceva di coloro troppo ricchi che «non basterebbe loro nemmeno la decima dei Siracusani».
Espandendo le sue vie commerciali, Siracusa attirò la rivalità di Atene (gli Ateniesi sono da Tucidide definiti ὀμοιοτρόποις dei Siracusani, ovvero avevano i loro stessi costumi, carattere e la loro stessa vivacità politico-intellettuale), la quale nel 415 a.C., nel contesto della guerra del Peloponneso, allestì la più costosa e poderosa armata salpata dalla Grecia fino ad allora, e la spedì in Sicilia, con l'intento di sottomettere Siracusa. Isocrate definì tale avvenimento «un puro atto di follia» da parte di Atene; difatti la sua armata ne uscì completamente distrutta.

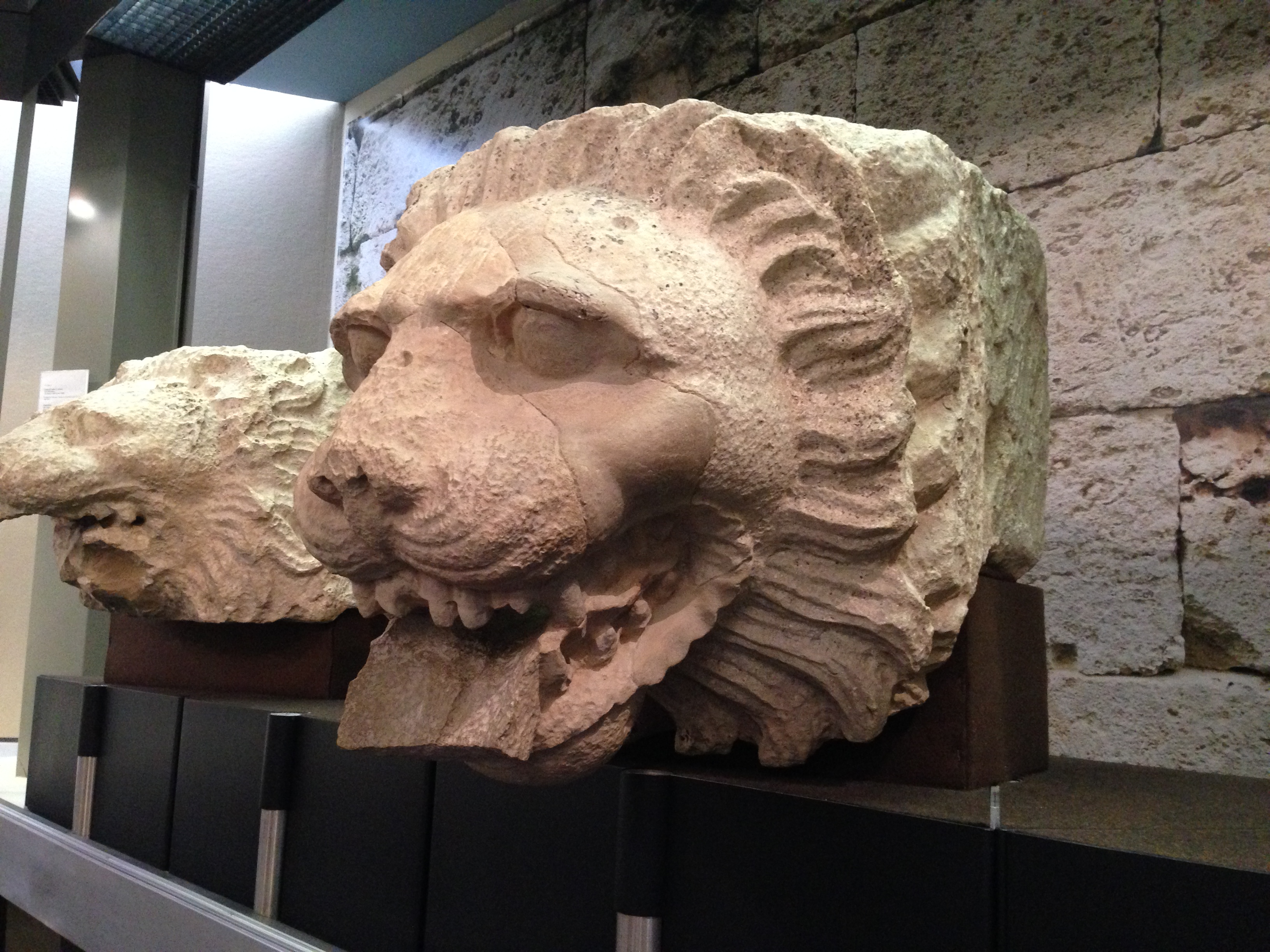
Gocciolatoi del castello Eurialo

Governata da grandi tiranni, come Dionisio I e la sua dinastia, Siracusa divenne un importante interlocutore nella vita politica del mondo antico: i suoi rapporti con i maggiori centri del Mediterraneo furono di sovente costellati da conflitti.
È quel che accadde con Cartagine, la capitale fenicia, che adottando una politica imperialistica nel lato occidentale dell'isola, riconobbe in Siracusa la sua principale avversaria, quindi si instaurarono ben presto le guerre greco-puniche per il controllo della Sicilia.
Nella sua lunga storia, capitò che alcuni di questi rapporti fossero spesso ambigui; così come viene descritto il primo approccio della Siracusa dionigiana con la Roma repubblicana, il cui assedio gallico si è sostenuto fosse frutto di un'alleanza tra Siracusa e i Galli, per frenare la nascente egemonia romana.
L'allargamento dei possedimenti siracusani nel basso, medio e alto Adriatico, specialmente nella sua parte orientale, portò ad un'incrinazione dei rapporti anche con Sparta, la quale cominciava a guardare con sospetto le mosse della pentapolis.

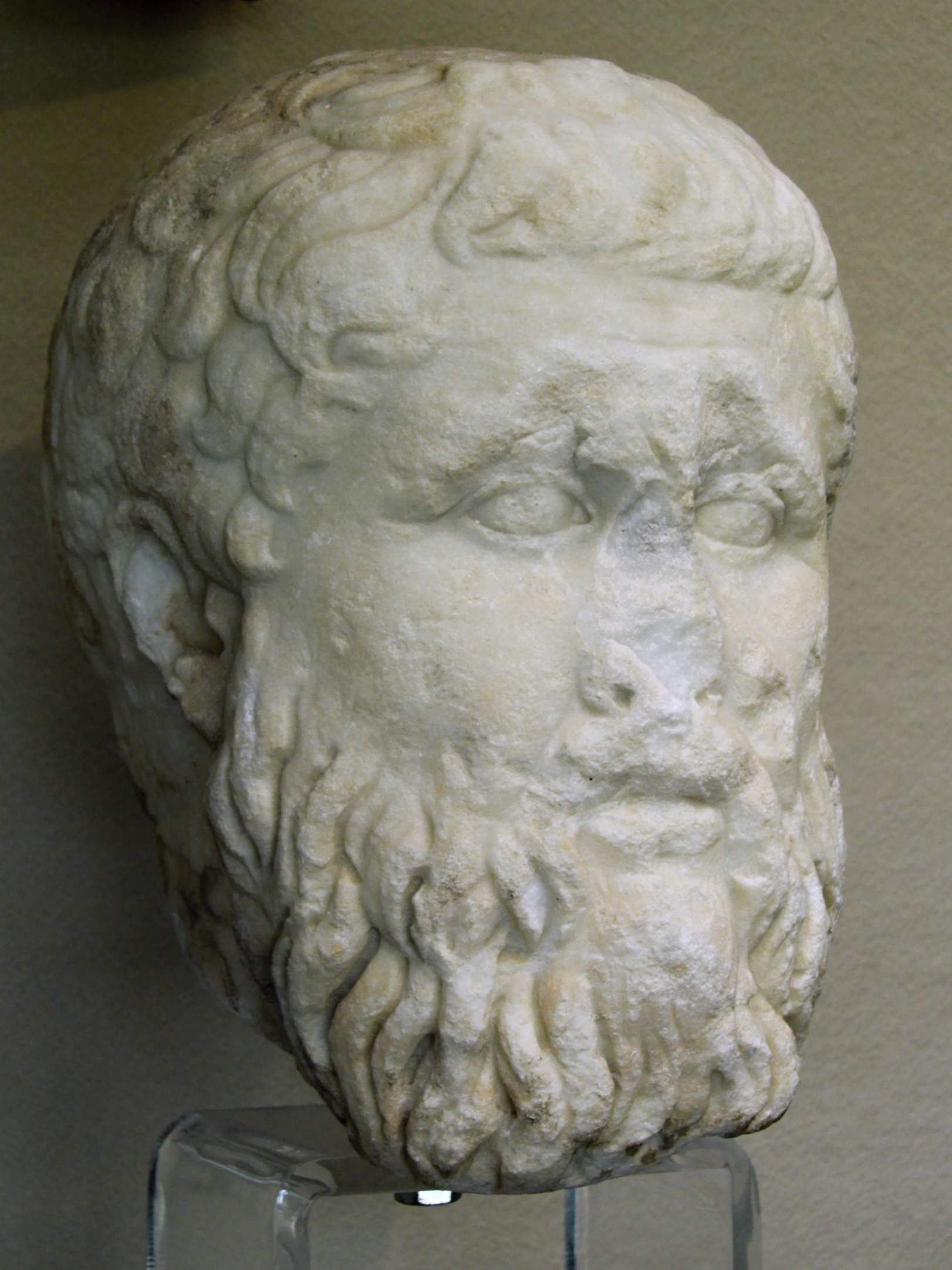
Testa di Platone rinvenuta a Siracusa, III-IV secolo

Tuttavia il crollo della tirannide dionisiana, determinata da un logoramento politico e da un serrato conflitto bellico interno, che vide come protagonisti Dionisio II da un lato e Dione, supportato dal filosofo Platone, dall'altro, portò ad un drastico mutamento del panorama geopolitico.
Il filosofo ateniese era infatti giunto diverse volte alla corte siracusana nel tentativo, secondo la tradizione, di instaurare a Siracusa la sede del suo governo utopico (una copia terrena di esso): la Repubblica, o lo Stato, ideale (del resto, già l'ateniese Alcibiade aveva definito questa città come «il perfetto punto focale di un nuovo impero»).
In una lettera attribuita a Platone, il filosofo ateniese sembra intravedere nel crollo di questa tirannide il declino dell'egemonia siceliota; egli rivolto ai familiari di Dione, scrive:
(Platone, Lettera VIII, 353e.)
Il vuoto lasciato dalla tirannide siracusana, la più potente d'Europa, venne colmato dall'ascesa di Alessandro Magno, con l'affermazione dell'ellenismo.
Deposta ogni velleità di stampo imperialistico verso l'alto Adriatico, Siracusa concentrò le proprie attenzioni nel porre un freno all'espansionismo cartaginese: governata in quei frangenti da Agatocle che, nel 303 a.C., si autoincoronò Re di Sicilia alla maniera ellenistica dei Diadochi orientali, fissò il suo dominio a tutta la Sicilia posta ad est dei fiumi Platani e Imera Settentrionale e alla Calabria meridionale e spedì il suo esercito in terra d'Africa. Qui il sovrano siceliota strinse alleanza in funzione antipunica con Ofella, che oltre ad essere governatore della Cirenaica fu generale e compagno (ἑταῖρος) di Alessandro Magno in Asia, ma egli venne tradito da Agatocle, che assassinandolo lo derubò dei suoi diecimila soldati, davanti alle porte di Cartagine.
Richiamato urgentemente in Sicilia a causa di una ribellione delle città greche, capeggiate da Akragas, dopo aver sconfitto i ribelli, fece troppo tardi ritorno in Africa; il suo esercito gli si rivoltò contro. Tuttavia riuscì a spostare l'espansione siracusana verso il levante: assaltando Itaca e conquistando Corfù, per la quale si batté contro le forze del re di Macedonia, Cassandro I.
I progetti di Agatocle vennero stroncati quando si trovava al culmine del proprio potere: la sua dinastia venne in parte spezzata; la moglie Teossena, figlia di Tolomeo I d'Egitto, venne fatta fuggire dalla polis in rivolta, con i figli minori del tiranno: Arcagato di Libia e Teossena d'Egitto. Agatocle venne infine avvelenato. La morte improvvisa del tiranno, che poco prima di andarsene aveva designato il popolo come suo erede, portò a nuove lotte per la successione al potere.

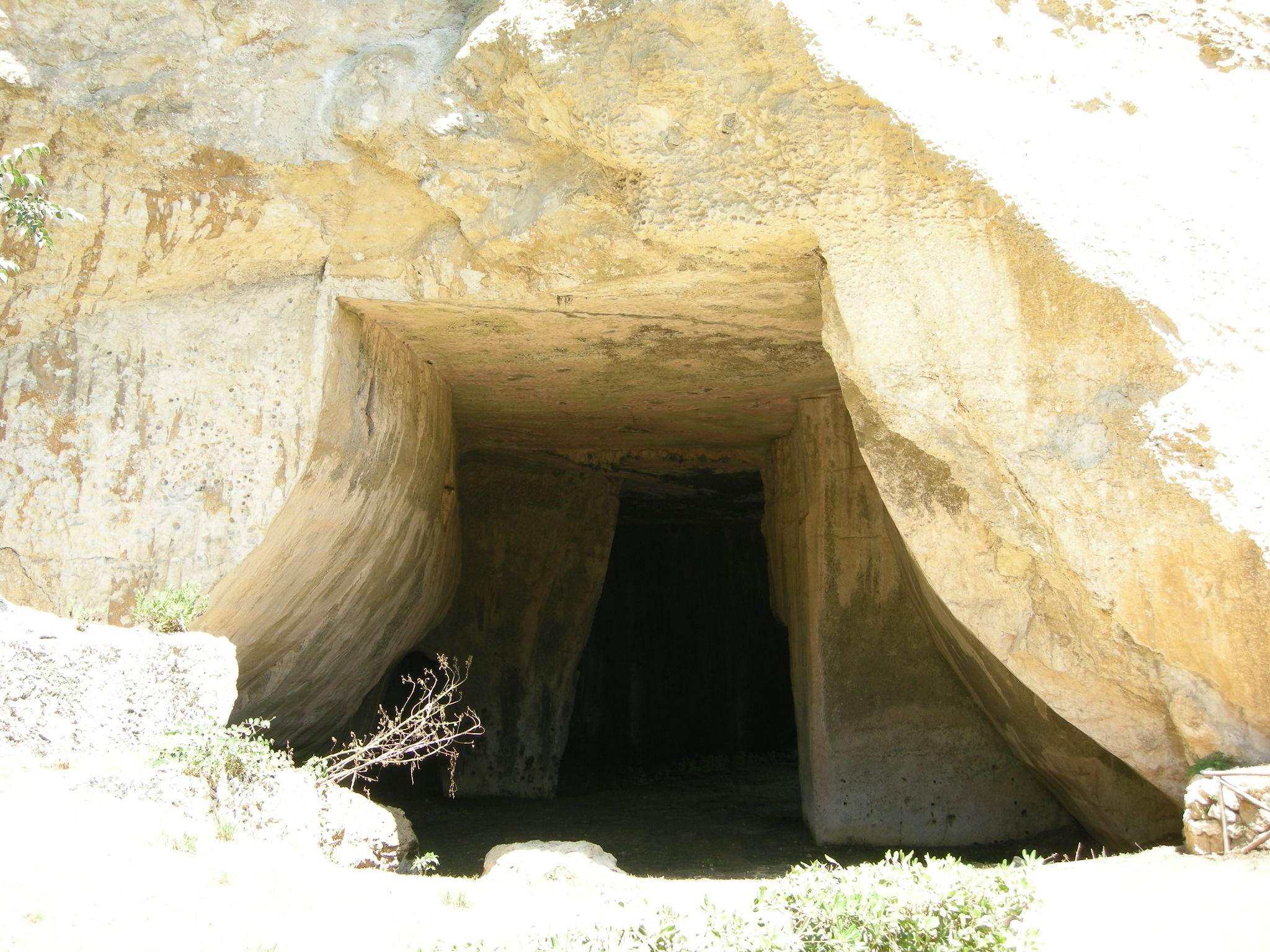
Latomia del Paradiso: rocce calcaree scavate dagli antichi Siracusani per fabbricare la città; adoperate anche come prigioni

Nel 278 a.C. giunse in città Pirro, re dell'Epiro, il quale avendo sposato una figlia di Agatocle, Lanassa, si dichiarò per diritto re di Sicilia. Ma la lotta interna, tutt'altro che placata, lo costrinse infine a desistere e a lasciare il comando di Siracusa.
In un contesto di guerra contro i Mamertini (popolo osco che militò come mercenario nell'esercito di Agatocle e che ora pretendeva la cittadinanza e nuovi domini), salì al trono Gerone II, il quale si diceva discendente dei Dinomenidi: la prima casata reale dei Sicelioti.
Costuì rappresentò il più longevo tiranno dei Siracusani e re dei Sicelioti. Il suo lungo regno venne ricordato con benevolenza nelle cronache antiche: fiorì alla sua corte il genio del siracusano Archimede, ma l'arrivo bellicoso dei Romani, chiamati in soccorso dai Mameritini, rappresentò non solo la fine dei domini jeroniani, ma la rovina dell'intera stirpe greca.
Con lo scoppio delle guerre romano-puniche, Siracusa si ritrovò intrappolata tra due fuochi: da un lato Cartagine, dall'altro Roma. Gerone II riuscì a mitigare il pericolo, offrendo alleanza ai Romani, ma il suo successore, Geronimo, volendo preservare l'indipendenza della Sicilia e di Siracusa dal giogo romano, scelse di rompere il trattato di pace con Roma e si alleò con Cartagine: ciò comportò gravi conflitti interni, scatenando una guerra civile che prima portò all'uccisione del giovane sovrano, e culminò con la persecuzione di ciascun membro della discendenza jeroniana. Si arrivò presto alla guerra contro i Romani.

### La conquista romana

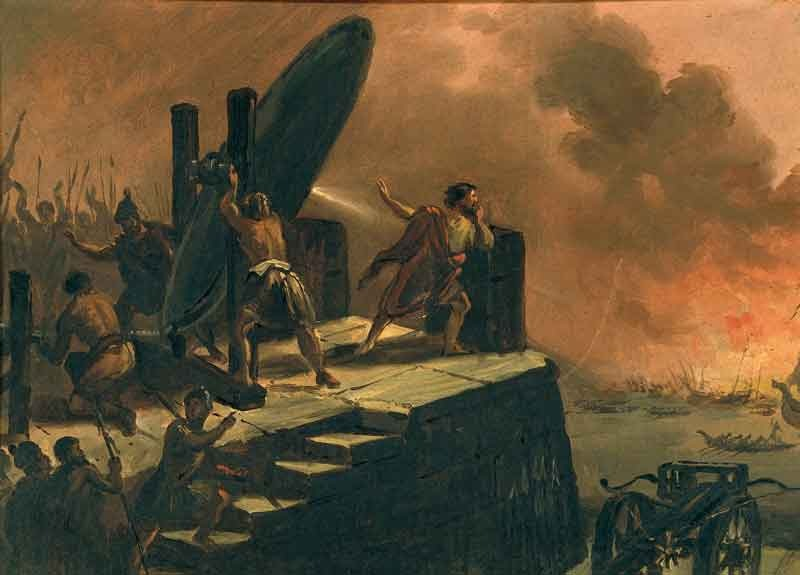
Gli specchi ustori di Archimede bruciano le navi romane che assediano Siracusa (Cherubino Cornienti, XIX secolo.)

Archimede, ponendosi alla guida della difesa di Siracusa, terrorizzò, letteralmente, gli assedianti con l'uso di poderose e misteriose macchine da guerra che fecero vacillare più di una volta il rinomato console Marco Claudio Marcello e le sue legioni. Lo storico Plutarco così descrisse l'offensiva archimedea:
(Plutarco, Vita di Marcello, 17, 1.)
La città venne infine presa per tradimento. Due soldati al suo interno aprirono le porte dell'Akradina e le legioni romane si riversarono tra le vie di Siracusa, conquistandola e portandola sotto il dominio di Roma.
(Plutarco, Vita di Marcello, XXIV.)

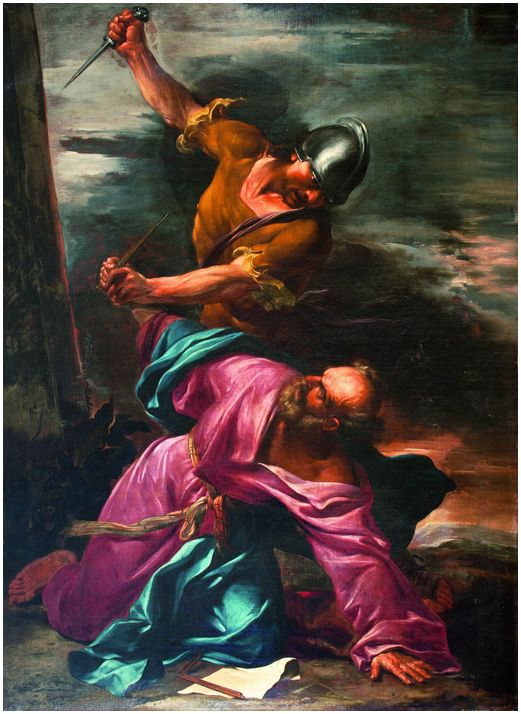
La morte di Archimede (Salvator Rosa, XVII secolo.)

Durante la conquista della città venne ucciso Archimede per mano di un soldato dell'esercito romano.
Siracusa venne depredata di tutti i suoi averi. I suoi tesori vennero portati in trionfo da Marcello a Roma, e custoditi all'interno del tempio di Honor et Virtutis.
La cattura di Siracusa rappresentò un punto cruciale per l'avvicinamento della cultura latina a quella greca. Vi era il timore che avendo ornato Roma di opere d'arte così pregiate, e avendo, con esse, immesso nell'urbe il gusto per tutto ciò che fosse greco, i Romani avessero inesorabilmente segnato la loro società, rendendola vulnerabile, non più dedita solamente alla guerra. Marco Porcio Catone, abbracciando un partito antiellenico, arrivò a dire che l'importazione delle opere d'arte di Siracusa, simbolo di grecità, sarebbe stata la rovina della Repubblica.
(Catone in Livio, I, 34, 3.)

## Epoca romana

### Età repubblicana
Poco tempo dopo la presa della città i Siracusani vennero incitati da alcune potenti famiglie romane — probabilmente immischiati in un gioco di potere — a denunciare il comportamento del console Marcello; questi quindi vennero a Roma per presenziare al processo del console che si tenne nel 210 a.C.
Fu istituita la provincia Siracusana che divideva politicamente la Sicilia in due parti. Syracusae fu designata capitale della provinciae Siciliae, sede del praetor, mandato da Roma per amministrare l'isola.

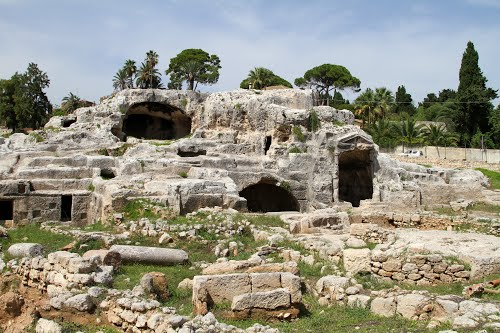
Parco archeologico della Neapolis: Columbarium romano. La grande apertura a destra è la presunta tomba di Archimede

Sul finire della seconda guerra romano-punica giunse Scipione, che dimorò in città per un lungo inverno, durante il quale preparò le truppe che sarebbero state dispiegate nella guerra contro Annibale.
Con Verre la città fu al centro dello scandalo politico che il pretore consumò durante il periodo del suo mandato. A porre fine al suo malgoverno giunse Cicerone, il quale compose per l'occasione le note Verrine, dove denunciava le vessazioni che il politico romano attuava sulle città della Sicilia a lui soggette. Durante il suo soggiorno a Siracusa, Cicerone scoprì la tomba di Archimede, da tempo andata perduta.
Durante le guerre servili la città venne travolta dalle agitazioni popolari. In quanto sede dei pretori e del comando romano, il riverbero del conflitto in atto fu acuito.

### Età imperiale
Nel conflitto tra Sesto Pompeo e Ottaviano, la città fu enormemente danneggiata. Nel 21 a.C. Augusto, primo imperatore, la ripopolò con una colonia romana.

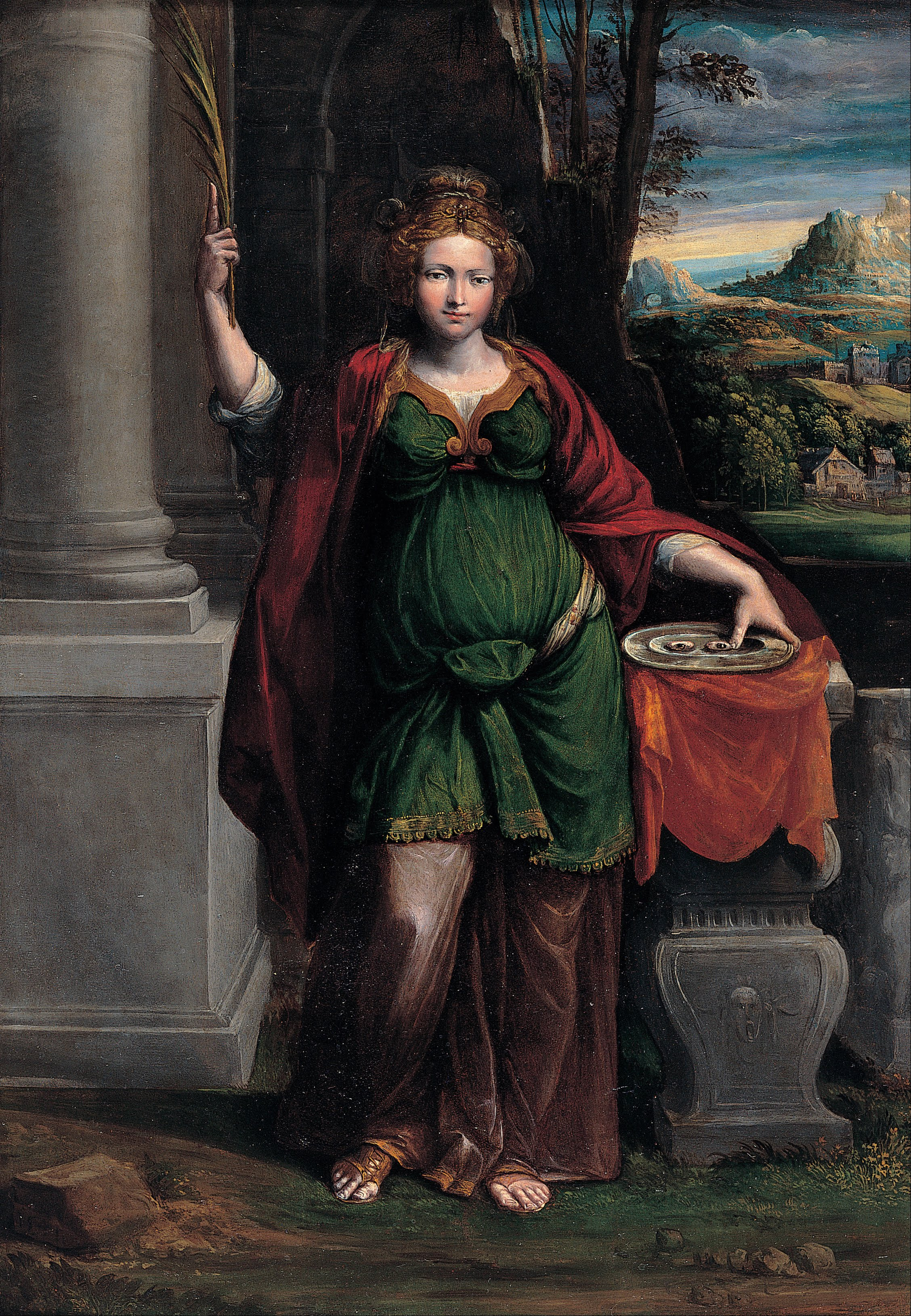
Lucia da Siracusa (Benvenuto Tisi, XV secolo.)

L'imperatore Tiberio venne a Siracusa in due occasioni, mentre il suo successore, Caligola, volle restaurare le sue mura e i suoi templi e diede dei giochi in città, ai quali assistette di persona. Il discusso imperatore tornò un'ultima volta a Siracusa quando fuggì da Roma.
La città fu un importante centro religioso. La tradizione attesta che nel I secolo d.C. giunse da Antiochia Marciano, mandato dall'apostolo Pietro. Gli atti degli apostoli testimoniano la sosta, della durata di tre giorni, dell'apostolo Paolo a Siracusa, nel 61. Con l'affermarsi del Cristianesimo nacquero nell'antica città imponenti catacombe — le quali vengono segnalate come le più vaste e meglio conservate al mondo, paragonabili a quelle della stessa Roma. Numerosi furono i martiri siracusani, ma la più celebre fu Lucia, il cui martirio avvenne sotto l'impero di Diocleziano, nel 304.
Nella tarda epoca romana (tra il I e il III secolo) si integrò sul territorio una comunità ebraica, che appare come la più antica di Sicilia. Nel 278, durante l'impero di Marco Aurelio Probo, la città subì l'attacco dei Franchi, i quali riuscirono ad occuparla, turbando per la prima volta l'equilibrio geopolitico dell'impero Romano.

### Dall'impero d'Occidente all'impero d'Oriente
Seguirono le invasioni barbariche dei territori romani. Le autorità dell'ormai debilitato impero occidentale, cercarono di difendere la Sicilia dall'invasione dei Vandali, ma senza successo. Nel 476 Odoacre depose l'ultimo imperatore romano d'Occidente, Romolo Augusto.
Un documento papiraceo — il cosiddetto papiro di Odoacre — risalente al 489, testimonia come il territorio siracusano fosse ormai in potere dei Germani. Un altro importante documento, la lettera del re ostrogoto Atalarico, indirizzata a Gildia conte di Siracusa, d'origine gota, informa sul codice del suo avo Teodorico re dei Goti, le cui leggi dovevano essere attuate in città e nel resto della Sicilia.

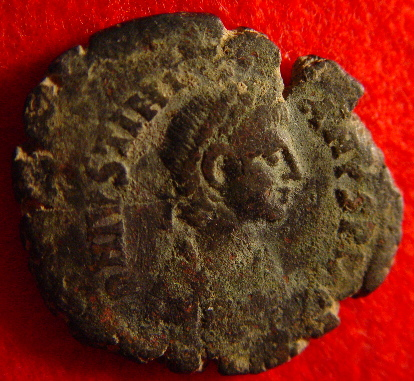
L'imperatore romano d'Oriente, Giustiniano I in una moneta dell'epoca

Durante la guerra gotica, l'imperatore romano d'Oriente, Giustiniano I — ultimo imperatore di lingua latina risiedente a Costantinopoli — mandò in Sicilia il generale Belisario. Costui, nel 535, giunse trionfante a Siracusa dopo aver conquistato Panormus (ma egli era già giunto una prima volta al porto di Siracusa dopo essere approdato sull'isola, segretamente). In città distribuì medaglie d'oro tra la folla per accattivarsi la simpatia del popolo siracusano che aveva mal sopportato il regno degli Ostrogoti.
Belisario passò l'inverno in città, risiedendo al palazzo dei tiranni e successiva sede dei pretori, ad Ortigia. Viaggiava al suo seguito lo storico Procopio di Cesarea, che narrò le vicende della spedizione di Giustiniano sul territorio.
Ma un nuovo re dei Goti, Totila, minacciò le recenti conquiste dell'impero orientale di Giustiniano. Dopo aver conquistato l'Italia, e occupato Roma, giunse in Sicilia nel 549 e con la sua armata cinse d'assedio Siracusa, per terra e per mare. Nel frattempo Giustiniano mandò il generale romano Liberio a contrastare i Goti. Egli riuscì ad entrare nel porto della città, ma non pose fine all'assedio gotico. Giustiniano mandò per sostituirlo Artabano, il quale riuscì a sbaragliare i Goti, portando così Siracusa e l'intera Sicilia sotto il dominio di Costantinopoli.

## Epoca bizantina
(A. Loreto, Musica e musicisti a Siracusa nel XIX secolo, 1998, p. 190.)
Portata saldamente sotto il potere dei Bizantini, Siracusa impiegò pochissimo tempo ad assimilare il nuovo regime greco, poiché la sua storia, dalle forti radici greche, favoriva il ritorno ad una grecizzazione della società.
La Sicilia non fece parte dell'Esarcato d'Italia, ma venne inquadrata in una provincia a sé stante, posta alle dipendenze dirette di Costantinopoli. Siracusa ne rappresentava la città principale, in essa infatti risiedettero in un primo momento il patrizio e il dux, sostituiti in seguito dalla figura dello strategós che controllava la vita militare e politica della provincia imperiale.
Nel 663 l'imperatore bizantino Costante II decise di trasferire la sede dell'impero da Costantinopoli a Siracusa. Rimasero tuttavia sconosciuti i progetti del basileus sul nuovo assetto geopolitico dato al suo impero. Costante II venne infine assassinato a Siracusa, nel 668. Mecezio, membro della corte di Costante, dopo l'uccisione di quest'ultimo, venne incoronato in città nuovo imperatore, ma il suo regno durò meno di un anno, poiché nel 669 truppe provenienti da più parti dell'impero — giunsero soldati dall'Istria, dalla Campania, dall'Africa e dalla Sardegna — marciarono contro Siracusa e deposero l'usurpatore, uccidendolo. Resta incerta la presenza di Costantino IV, legittimo erede al trono, all'interno della spedizione in città per riprendersi la corona di suo padre. Al termine del conflitto la capitale dell'impero venne nuovamente ristabilita a Costantinopoli.

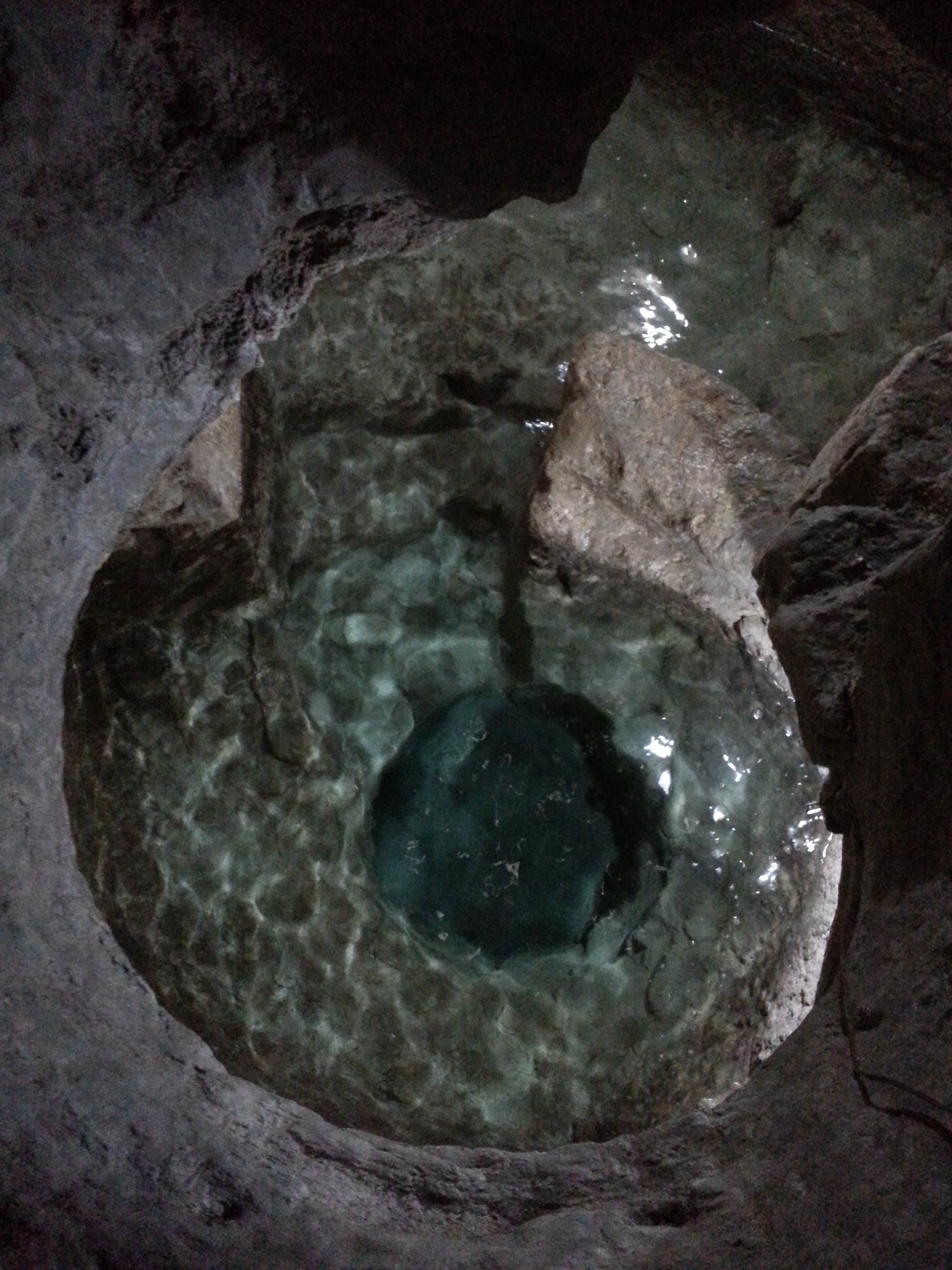
Il miqwè ebraico di Siracusa. Scavato sotto la roccia durante l'epoca bizantina

Siracusa rimase a capo del thema di Sicilia (la cui istituzione è d'incerta datazione). Il thema comprendeva il controllo della Calabria (che racchiudeva al suo interno anche la Puglia). Tra i suoi maggiori strateghi si sottolinea Elpidio, il quale entrò in conflitto con l'imperatrice Irene d'Atene — causa del contendere fu il controllo della Sicilia — e nel 781 cercò asilo presso il Califfato abbaside, ricevendo il titolo di basileus e partecipando alla guerra contro Bisanzio.
Nella prima metà dell'VIII secolo l'imperatore d'Oriente Leone III Isaurico, nel contesto del conflitto iconoclastico, pose tutte le chiese di Sicilia sotto l'autorità del patriarcato di Costantinopoli; dunque anche la chiesa di Siracusa, che rappresentava il maggiore centro ecclesiastico dell'isola. Tale avvenimento comportò l'opposizione della chiesa latina.
La città diede i natali a due importanti figure appartenenti al delicato contesto storico: l'una è rappresentata da Metodio I, divenuto patriarca di Costantinopoli, considerato come colui che pose fine al conflitto iconoclastico, con il trionfo del culto delle immagini. Mentre l'altra figura è rappresentata dall'arcivescovo Gregorio Asbesta, definito scismatico e deposto dal papa della chiesa latina poiché consacrò Fozio patriarca di Costantinopoli, che a sua volta depose il papa, innescando le basi per lo Scisma d'Oriente.
Altra significativa personalità religiosa fu quella del siracusano Giuseppe detto l'Innografo, considerato uno dei più grandi poeti liturgici e innografici dell'Ortodossia.

### Le incursioni saracene

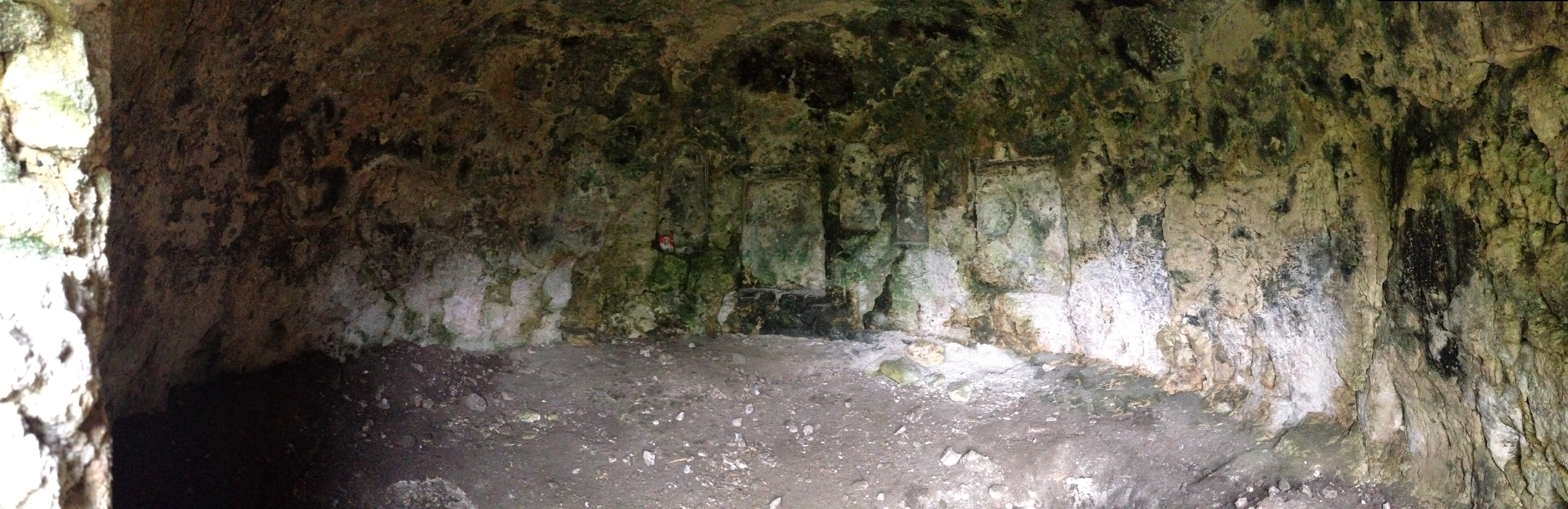
La chiesa rupestre d'epoca bizantina sorta nella cava di Santa Panagia. Fu essa a dare il suo nome all'intero quartiere di Siracusa. In greco antico Pan e Haghia: Tutto e Santa.

Eufemio da Messina, un ribelle turmarca, occupò Siracusa e si dichiarò imperatore di Sicilia, usurpando l'autorità che apparteneva a Michele II l'Amoriano. La reazione di Costantinopoli non si fece attendere, e mandato un esercito a sbaragliare il tentativo indipendentista di Eufemio, fu riportata la situazione sotto controllo di Bisanzio.
Dopo lo scontro, Eufemio trovò riparo in Africa e qui strinse alleanza con i Saraceni, i quali ambivano a nuove conquiste in terra di Sicilia. Fu così che, dopo aver avviato una guerra per sottrarre la Sicilia ai Bizantini, gli Arabi tradirono il progetto di Eufemio e diedero avvio alla conquista islamica della Sicilia per il regno degli Aghlabidi.
La città resistette ad un primo assedio arabo, avvenuto nell'827. Nel frattempo gli Aghlabidi riuscirono a conquistare quasi tutta la Sicilia, eccetto Siracusa e altri tre centri, inquadrati come roccaforti bizantine, che formavano un triangolo tra le montagne della Sicilia nord-orientale: Taormina, Demenna e Rometta.

### Conquista islamica di Siracusa
Difesa strenuamente dai Bizantini posti di stanza in città, Siracusa cadde durante il secondo assedio arabo: cominciato nell'estate dell'877 e terminato solamente nella primavera dell'878, dopo lunghi tormenti per la popolazione, dovuti alla privazione di cibo. I dettagli dell'assedio e della presa della città ci sono noti grazie alla lettera scritta dal monaco Teodosio, testimone di quegli eventi.
Giafar ibn Muhammad, già governatore islamico a Palermo, fu colui che condusse l'attacco alla città. Proverbiale nelle cronache antiche è rimasta l'ultima estrema difesa delle mura siracusane; aperta una breccia, gli Arabi puntarono su quella per soggiocare gli ostinati difensori della città. Quando lo scontro si ridusse ad un corpo a corpo, impari, poiché gli assediati non potevano più contare sulle proprie forze, venute a mancare a causa della scarsissima nutrizione, arrivò finalmente la caduta, senza nessuna resa, in quanto i musulmani riuscirono ad entrare con la forza. Dopo una prima brutale e indistinta carneficina, si passò a mettere in schiavitù la restante popolazione. La città fu data alle fiamme, venne distrutta ogni sorta di fortificazione. Il bottino che fu fatto al suo interno venne definito negli Annali musulmani come il più ingente che gli Arabi avessero mai fatto. Il saccheggio andò avanti per oltre due mesi.
L'isolamento di Siracusa mostrò l'ormai decadente stato dell'impero bizantino, il quale non fu in grado di organizzare un'adeguata armata né per difendere la città durante l'assedio, né per tentare di riprenderla nell'immediato, quando cadde in mano araba. Si narra che l'imperatore Basilio I il Macedone, venuto a conoscenza della perdita di Siracusa, fu talmente in collera che fece fustigare ed esiliare l'ammiraglio Adriano; colui che avrebbe dovuto scacciare i combattenti arabi, ma che invece si tenne a debita distanza dalla costa aretusea, in quanto un gruppo di scampati all'eccidio, si narra, gli dissero che non vi era ormai nulla da fare, la città era perduta.
Dopo trenta giorni di reclusione nelle proprie carceri, la popolazione superstite, con una marcia durata sette giorni, venne condotta a Palermo e qui nuovamente imprigionata. Tra costoro vi era l'arcivescovo di Siracusa che stando alla testimonianza di Teodosio ebbe un colloquio privato con l'emiro di Palermo. Con l'aiuto di un interprete, le due personalità di Sicilia colloquiarono a lungo, in maniera pacata, sulle differenze che dividevano islamici e cristiani. Al termine del dibattito, l'arcivescovo fu di nuovo incarcerato.
La storia della vinta popolazione siracusana tuttavia non si concluse nelle prigioni di Palermo. Infatti dal codice bilingue della Cronaca araba di Cambridge si apprende che dopo sette anni dalla loro prigionia, giunse a riscattarli un aristocratico di nome Al Buliti. Costui, rivestito di carica giuridica, si è ipotizzato fosse stato inviato direttamente dall'imperatore di Bisanzio.
(Chronic. Cantabrig.Apud. Greg. Rer. Arabic. Script. pag. 43. 1.)